# Europejski Parlament Młodzieży
Europejski Parlament Młodzieży (European Youth Parliament – EYP) – niezależna i ponadpartyjna organizacja non-profit działająca od 1987 roku. Jako jedna z największych platform debaty i edukacji politycznej EYP umożliwia młodym Europejczykom wymianę poglądów oraz zbieranie doświadczeń międzykulturowych. Każdego roku w 40 krajach Europy organizowanych jest ponad 100 krajowych, regionalnych i międzynarodowych spotkań EYP zwanych „sesjami”, w których uczestniczy w sumie ponad 20 tysięcy osób. Główne biuro organizacji, którego zadaniem jest koordynowanie działań w całej Europie, mieści się w Berlinie.
EYP zostało zapoczątkowane jako projekt szkolny w Lycée François-Ier w Fontainebleau we Francji. W latach 90. XX w. siedziba organizacji znajdowała się w angielskiej miejscowości Witney. Od 2004 r. EYP funkcjonuje jako program edukacyjny Fundacji Schwarzkopf Młoda Europa, a jego siedziba przeniosła się do Berlina. Od tamtej pory największy działaniami organizacji na poziomie międzynarodowym kieruje Zarząd, tzw. Governing Body, wybierany przez komitety narodowe oraz uczestników Sesji Międzynarodowych. W skład Governing Body wchodzi także przedstawiciel Fundacji Schwarzkopf Młoda Europa. Na poziomie krajowym EYP reprezentowane jest przez niezależne stowarzyszenia utożsamiające się z ideą EYP.
Głównym obszarem działań EYP jest organizacja sesji, czyli symulacji parlamentarnych skierowanych do młodych ludzi. Odbywają się one według pewnego schematu, jednak każda z nich ma odmienny charakter ze względu na liczne imprezy towarzyszące. Uczestnicy spotkań, tzw. delegaci (delegates) podzieleni są na grupy dyskusyjne zwane komitetami (committees), które prowadzone są przez doświadczonych moderatorów (chairpersons). Podczas pracy w komitecie (Committee Work) grupy mają za zadanie przedyskutować i opracować zadany temat problemowy m.in. z zakresu polityki, nauk społecznych, kultury bądź ekonomii. Następnie prezentują wyniki swojej pracy w formie rezolucji na forum całego spotkania, zwanym zgromadzeniem ogólnym (General Assembly). Spotkaniom towarzyszą liczne imprezy integracyjne, koncerty i warsztaty. W sesjach uczestniczą też nauczyciele, dla których przygotowywany jest specjalny program. Sesje EYP odbywają się w języku angielskim. Drugim, o wiele rzadziej używanym językiem oficjalnym, jest język francuski. Udział w sesjach pozwala młodzieży doświadczyć procesu demokratycznego podejmowania decyzji, wyrobić zdanie na bieżące tematy i w konsekwencji zwiększyć swoją świadomość polityczną i społeczną.
Najbardziej prestiżowymi wydarzeniami są tzw. Sesje Międzynarodowe (International Sessions), które odbywają się trzy razy w roku. Każda znich gromadzi około 300 młodych Europejczyków z kilkudziesięciu krajów. Działalność EYP nie ogranicza się jedynie do terytorium Unii Europejskiej – obejmuje ona państwa Rady Europy, Republiki Białorusi oraz państwa Partnerstwa Wschodniego. Obecnie istnieje 40 komitetów narodowych EYP, w tym w Polsce.
EYP od lat cieszy się patronatem przewodniczącego Parlamentu Europejskiego, przewodniczącego Komisji Europejskiej oraz sekretarza generalnego Rady Europy, a jego działania popierają także politycy, parlamenty i ministerstwa kilkunastu państw europejskich.

## EYP Poland – Europejski Parlament Młodzieży w Polsce
Historia EYP w Polsce sięga początków lat dziewięćdziesiątych ubiegłego wieku, kiedy pierwsi delegaci zaczęli brać udział w sesjach za granicą. Na początku 2006 r. powołano nowe stowarzyszenie z nowym statutem oraz zarządem. Organizacja pozostaje oficjalnym przedstawicielem EYP w Polsce.
Polski komitet narodowy jest jednym z najaktywniejszych w EYP. Systematycznie rośnie liczba i poziom sesji organizowanych przez EYP Poland. Najważniejsze spotkanie organizowane w Polsce to tzw. Sesja Selekcyjna, której celem jest wyłonienie delegatów na Sesje Międzynarodowe. Ponadto organizowane są Sesje Regionalne, fora międzynarodowe oraz inne, krótsze wydarzenia mające na celu przybliżenie młodzieży wartości demokratycznych w praktyce poprzez symulację posiedzeń komitetów Parlamentu Europejskiego.